# Classic (software)
Classic (o Ambiente classico) è un programma sviluppato da Apple Inc. per il sistema operativo macOS. Il suo compito è quello di emulare Mac OS 9, in modo da consentire alla vecchie applicazioni, sviluppate nell'era pre-Mac OS X e che non utilizzano le librerie Carbon, di continuare a funzionare senza costringere l'utente ad avviare la macchina con Mac OS 9 (operazione non più possibile nei modelli recenti di computer Macintosh).
Classic è anche il nome che viene usato per identificare l'ambiente Classic, uno dei cinque ambienti di sviluppo disponibili su macOS. Gli altri ambienti disponibili sono: le API Carbon, le API Cocoa, il livello BSD e l'interprete Java.
Il sistema Classic è stato ufficialmente eliminato da macOS con l'introduzione di Mac OS X Leopard, inoltre non è mai stato disponibile per computer dotati di processori Intel.